# بيير-هنري دومون
بيير-هنري دومون هو سياسي فرنسي، ولد في 7 أكتوبر 1987 في غراند سينث في فرنسا. نشط حزبياً في الجمهوريون والاتحاد من أجل حركة شعبية. وقد انتخب عضو المجلس الإقليمي لمدينة با دو كاليه ‏ عن دائرة Canton of Marck ‏ وقد انضم خلال فترته النيابية ‏ (2 أبريل 2015 – 20 يونيو 2017) للكتلة البرلمانية  وانتخب Mayor of Marck ‏ (30 مارس 2014 – يوليو 2017) وانتخب نائب فرنسي عن دائرة Pas-de-Calais's 7th constituency ‏ وقد انضم خلال فترته النيابية ‏ (21 يونيو 2017 – ) للكتلة البرلمانية Republican Right group ‏.

## وصلات خارجية
- الموقع الرسمي